# La fuerte
«La fuerte» es una canción de la cantante colombiana Shakira y el productor argentino Bizarrap. Fue lanzado el 22 de marzo de 2024, a través de Sony Music Latin. Es la segunda colaboración de Shakira y Bizarrap, luego de que la cantante hiciera su sesión 53 con el productor argentino.

## Antecedentes y lanzamiento
El 15 de febrero de 2024, Shakira anunció su álbum Las mujeres ya no lloran, y su fecha de lanzamiento programada para el 22 de marzo. Días después, se rumoreó que Bizarrap podría lanzar una nueva colaboración con la cantante. Los rumores se confirmaron cuando el 29 de febrero de ese mismo año, Shakira anunció los títulos de las canciones de la lista del álbum, donde «La fuerte» se incluyó como la segunda pista. El 15 de marzo, compartió un adelanto de la canción.

## Recepción
Billboard describió la canción como «lista para el club» y describió cómo «comienza con un ritmo de baile magnético que mueve la cabeza y que impulsa la pista y sirve como lienzo para las penetrantes letras de Shakira». Pablo Gil de El Mundo inscribió la canción como «discopop, aunque con un sonido más orientado al europop de los 90s», comparándola con «una prima hermana» de «Shakira: BZRP Music Sessions, Vol. 53».

## Audio
Un video de audio se subió a YouTube el 22 de marzo de 2024 en el canal oficial de Shakira, en simultáneo junto con otros audios con el estreno de Las mujeres ya no lloran (2024).